# Episodi di Target
La prima e unica stagione della serie televisiva Target è andata in onda negli Stati Uniti dal marzo 1958 al 5 dicembre 1958 in syndication.
| nº | Titolo originale            | Prima TV USA      |
| -- | --------------------------- | ----------------- |
| 1  | Breaking Point              | 1958              |
| 2  | Police Doctor               | 21 marzo 1958     |
| 3  | Turn of the Tide            | 28 marzo 1958     |
| 4  | Payment in Full             | 4 aprile 1958     |
| 5  | Edge of Terror              | 6 giugno 1958     |
| 6  | Five Hours to Live          | 18 aprile 1958    |
| 7  | The Last Stop               | 25 aprile 1958    |
| 8  | Man on a Bike               | 2 maggio 1958     |
| 9  | The Tattoo Artist           | 9 maggio 1958     |
| 10 | Bandit's Cave               | 16 maggio 1958    |
| 11 | Backfire                    | 23 maggio 1958    |
| 12 | Assassin                    | 30 maggio 1958    |
| 13 | Episodio 1x13               | ?                 |
| 14 | Deadly Deception            | 13 giugno 1958    |
| 15 | Taps for the General        | 20 giugno 1958    |
| 16 | Retribution                 | 27 giugno 1958    |
| 17 | Murder Is a Bottomless Well | 4 luglio 1958     |
| 18 | So Deathly Quiet            | 11 luglio 1958    |
| 19 | Winner Loses All            | 18 luglio 1958    |
| 20 | Once Too Often              | 25 luglio 1958    |
| 21 | Grudge Fight                | 1º agosto 1958    |
| 22 | Fateful Decision            | 8 agosto 1958     |
| 23 | Night Without Morning       | 14 agosto 1958    |
| 24 | Unreasonable Doubt          | 22 agosto 1958    |
| 25 | Death Has Many Faces        | 29 agosto 1958    |
| 26 | Turmoil                     | 5 settembre 1958  |
| 27 | Death by the Clock          | 12 settembre 1958 |
| 28 | The Clean Kill              | 19 settembre 1958 |
| 29 | The Unknown                 | 26 settembre 1958 |
| 30 | Piano to Thunder Springs    | 3 ottobre 1958    |
| 31 | Death Makes a Phone Call    | 10 ottobre 1958   |
| 32 | Temporary Escape            | 17 ottobre 1958   |
| 33 | On Cue                      | 24 ottobre 1958   |
| 34 | Four Against Three Millions | 31 ottobre 1958   |
| 35 | The Thirteenth Juror        | 7 novembre 1958   |
| 36 | Lost Identity               | 14 novembre 1958  |
| 37 | Money Go Round              | 21 novembre 1958  |
| 38 | Counterfeit Coin            | 28 novembre 1958  |
| 39 | The Jewel Thief             | 5 dicembre 1958   |

## Breaking Point
- Prima televisiva: 1958

### Trama
- Guest star:

## Police Doctor
- Prima televisiva: 21 marzo 1958

### Trama
- Guest star: Gene Barry (dottor Robert Marriat), Leo Gordon (Joe Burns), Peter Leeds (Harry Krumsky), Brett Halsey (ufficiale Bill White), Robert Osterloh (tenente Clint Nolan), Jean R. Maxey (Mrs. Burns), Charles Davis (ufficiale Williamson), Craig Duncan (ufficiale Warner), Brad Trumbull (detective Mack), Jack Harris (ufficiale), Peter Dane (ufficiale), Abigail Shelton (infermiera)

## Turn of the Tide
- Prima televisiva: 28 marzo 1958

### Trama
- Guest star: Morris Ankrum, John Beradino, Joey Faye, Hal Hoover, William McGraw, Troy Melton, James Nolan, Gene Roth, Kent Taylor, Tom Vize, John Wengraf (scienziato)

## Payment in Full
- Prima televisiva: 4 aprile 1958

### Trama
- Guest star: Skip Homeier, John Ireland (Tom Durfee)

## Edge of Terror
- Prima televisiva: 6 giugno 1958

### Trama
- Guest star: Bonita Granville (Alice Ward), Skip Homeier, Clark Howat, Cheerio Meredith, Ottola Nesmith, Jim O'Neill

## Five Hours to Live
- Prima televisiva: 18 aprile 1958

### Trama
- Guest star: Stephen McNally

## The Last Stop
- Prima televisiva: 25 aprile 1958

### Trama
- Guest star: Neville Brand

## Man on a Bike
- Prima televisiva: 2 maggio 1958

### Trama
- Guest star: Paul Burke, James Stacy

## The Tattoo Artist
- Prima televisiva: 9 maggio 1958

### Trama
- Guest star: David Brian

## Bandit's Cave
- Prima televisiva: 16 maggio 1958

### Trama
- Guest star: Lynn Cartwright, Cesar Romero

## Backfire
- Prima televisiva: 23 maggio 1958

### Trama
- Guest star: Dabbs Greer (Kirby), Pat O'Brien

## Assassin
- Prima televisiva: 30 maggio 1958

### Trama
- Guest star: James Best

## Episodio 1x13
- Prima televisiva: ?

### Trama
- Guest star:

## Deadly Deception
- Prima televisiva: 13 giugno 1958

### Trama
- Guest star: Marie Windsor (Jean)

## Taps for the General
- Prima televisiva: 20 giugno 1958

### Trama
- Guest star:

## Retribution
- Prima televisiva: 27 giugno 1958

### Trama
- Guest star: Larry Bracken, Diane Brewster, Brandy Bryan, William Henry, William Hudson, Brett King, Hugh Marlowe (Leo Holiday), Larry Thor

## Murder Is a Bottomless Well
- Prima televisiva: 4 luglio 1958

### Trama
- Guest star: Norman Bartold, Peter Dane, Douglas Henderson, Joyce Meadows, Lee Van Cleef, Stuart Whitman (Danny Patch)

## So Deathly Quiet
- Prima televisiva: 11 luglio 1958

### Trama
- Guest star:

## Winner Loses All
- Prima televisiva: 18 luglio 1958

### Trama
- Guest star: Dane Clark (Fred Harman)

## Once Too Often
- Prima televisiva: 25 luglio 1958

### Trama
- Guest star: Arthur Franz

## Grudge Fight
- Prima televisiva: 1º agosto 1958

### Trama
- Guest star:

## Fateful Decision
- Prima televisiva: 8 agosto 1958

### Trama
- Guest star: Marshall Thompson (Jess Bardo)

## Night Without Morning
- Prima televisiva: 14 agosto 1958

### Trama
- Guest star: Macdonald Carey (Herb Maris)

## Unreasonable Doubt
- Prima televisiva: 22 agosto 1958

### Trama
- Guest star: Macdonald Carey (Herbert L. Maris), Angie Dickinson (Betty Nelson), John Doucette (tenente John Weston), Jean Willes (Agnes Walker), Trudy Marshall (segretario/a), William Bryant (Ralph), Peggy Maley (Verna), Donald Freed (Joey Nelson), Fred Sherman (Lou Walker), Troy Melton (poliziotto), Elaine DuPont (Young Girl), Jack Lester (Cook), Muriel Rickabaugh (signora anziana), James Winslow (detective), Mark Dunhill (poliziotto), Frank Warren (detective)

## Death Has Many Faces
- Prima televisiva: 29 agosto 1958

### Trama
- Guest star: Richard Benedict, Paul Busch, Edward Colmans, Harold Dyrenforth, Kort Falkenberg, Larry Gelbman, Michael Mark, Barry McGuire, Frank Oberschall, Gene Roth, Maris Wrixon

## Turmoil
- Prima televisiva: 5 settembre 1958

### Trama
- Guest star: Joan Greenwood (Dorothy), Noel Willman (Evans)

## Death by the Clock
- Prima televisiva: 12 settembre 1958

### Trama
- Guest star: Jimmy Carter, Lon Chaney Jr., Georgine Darcy, Barney Elmore, Doris Fesette, Lance Fuller, Raymond Hatton, Vance Skarstedt

## The Clean Kill
- Prima televisiva: 19 settembre 1958

### Trama
- Guest star: Michael Wilding

## The Unknown
- Prima televisiva: 26 settembre 1958

### Trama
- Guest star:

## Piano to Thunder Springs
- Prima televisiva: 3 ottobre 1958

### Trama
- Guest star: Bruce Gordon (Matt Dover)

## Death Makes a Phone Call
- Prima televisiva: 10 ottobre 1958

### Trama
- Guest star:

## Temporary Escape
- Prima televisiva: 17 ottobre 1958

### Trama
- Guest star:

## On Cue
- Prima televisiva: 24 ottobre 1958

### Trama
- Guest star:

## Four Against Three Millions
- Prima televisiva: 31 ottobre 1958

### Trama
- Guest star: Nigel Patrick (Ffolkes)

## The Thirteenth Juror
- Prima televisiva: 7 novembre 1958

### Trama
- Guest star:

## Lost Identity
- Prima televisiva: 14 novembre 1958

### Trama
- Guest star: John Conte

## Money Go Round
- Prima televisiva: 21 novembre 1958

### Trama
- Guest star:

## Counterfeit Coin
- Prima televisiva: 28 novembre 1958

### Trama
- Guest star:

## The Jewel Thief
- Prima televisiva: 5 dicembre 1958

### Trama
- Guest star: Lola Albright, George Cahill, Charles Davis, S. John Launer, Gerald Mohr, Mark Scott, Bob Tetrick